# 榊菜美
榊 菜美（さかき なみ、1985年4月22日 - ）は、日本のフリーアナウンサー、気象予報士。
元北海道文化放送所属。所属事務所はセント・フォース。

## 来歴・人物
神奈川県出身。身長は165cm。
神奈川県立湘南高等学校、早稲田大学理工学部数理科学科卒業後、2008年4月に北海道文化放送へアナウンサーとして入社。
2010年4月29日に北海道立総合体育センターで行われたファッションイベント「札幌コレクション（サツコレ）」で司会を務め、ファッションモデルのオーディションにも挑戦した。
2014年3月で北海道文化放送を退社後、セント・フォースに所属し、活動を続けている。
趣味は書道・旅行・サックス。
気象予報士のほか、青硯書道会師範格、PADIライセンスの資格も保持している。
2019年10月27日、アメリカで第一子である男児を出産した。

## 担当番組
- Oha!4 NEWS LIVE　(日テレNEWS24・日本テレビ 気象キャスター、2016年4月4日 - 2018年3月30日）[4]
- みんなのニュース（フジテレビ） - リポーター[1]
- 入門微分積分（放送大学BSキャンパスon） - アシスタント
- 微分方程式（放送大学BSキャンパスon） - アシスタント